# Институт за образовање на даљину
Институт за образовање на даљину ( ИДО ) је посебна јединица високошколских установа, организована с циљем формирања научног и образовног простора града (региона) заснованог на савременим средствима телекомуникација и информационих технологија, као и реализације образовних програма коришћењем технологије учења на даљину .
По правилу, образовна, методолошка и технолошка основа ИДО система образовања на даљину заснива се на мултимедијалним и веб технологијама . Завод располаже моћном рачунарском опремом и лиценцираним софтвером неопходним за припрему и израду мултимедијалних курсева, методичком и технолошком подршком образовном процесу.
У институту раде искусни стручњаци у области отвореног и образовања на даљину. Инжењерско-техничко особље института чине стручњаци из области мрежних технологија, програмирања, база података и система управљања образовним процесима. У рад су укључени и стручњаци из области ергономије, дизајна, психологије и медицине. Уско сарађују са институтом, не само наставници високих школа, већ и наставници предшколског, основног и општег средњег образовања, установе корективне педагогије .
У раду ИДО учествују студенти и дипломирани студенти универзитета специјализованих за област информационих технологија . Теме кандидатских дисертација одређене су главним правцима делатности Института.